# Masama Magharibi
Masama Magharibi ist ein Verwaltungsbezirk (Ward) des Distrikts Hai in der tansanischen Region Kilimandscharo.

## Geografie
Masama Magharibi liegt im Nordosten von Tansania, etwa 25 Kilometer Luftlinie nordwestlich der Regionshauptstadt Moshi am Abhang des Kilimandscharo. Das Gebiet steigt von 1100 Meter im Süden auf über 2000 Meter im Norden an.
Der Bezirk grenzt im Nordosten an Motamburu Kitendeni des Distrikts Rombo, im Osten an Machame Kaskazini, im Süden an Machame Uroki und im Westen an Masama Mashariki. Bei der Volkszählung 2022 lebten 9646 Menschen in 2643 Haushalten auf einer Fläche von 99,8 Quadratkilometern.

## Gliederung
Der Bezirk besteht aus fünf Gemeinden (Mtaa) mit 16 Orten (Kitongoji):
| Lukani - Urereny - Nkumbi - Nkwatuke | Nkwansira - Nkwansira Kati - Mrimumu - Tamaya | Kyuu - Kyuu Kati - Mandungu - Loriko - Maiputa | Mashua - Nsongoro - Sufi - Yuri - Mashua | Losaa - Shoshe - Mungomae |

## Wirtschaft und Infrastruktur
- Bildung: Von den drei weiterführenden Schule des Bezirks[7] sind zwei staatlich, die Lukani Secondary School[8] und die Kyuu Secondary School.[9] Von der evangelisch-lutherischen Kirche geleitet wird die Boloti Secondary School.[10] Alle drei bilden Jugendliche bis zur 4. Stufe aus.
- Gesundheit: Im Bezirk liegen vier staatliche Apotheken, je eine in den Gemeinden Lukani,[11] Nkwansira,[12] Mashua[13] und Losaa.[14]